# Número de Marangoni
O Número de Marangoni (Mg) é um número adimensional chamado assim em homenagem ao cientista Carlo Marangoni. O número de Marangoni é proporcional ao quociente entre forças de tensão superficial (térmicas) e forças viscosas. Por exemplo, é aplicável em cálculos do comportamento do combustível em tanques de veículos espaciais ou na pesquisa de bolhas e espumas.
Se define como:
{\displaystyle \mathrm {Mg} =-{\frac {d\sigma }{dT}}{\frac {1}{\eta \alpha }}\cdot L\cdot \Delta T}
Onde:
- {\displaystyle \sigma } é a tensão superficial.
- {\displaystyle L} é uma longitude característica.
- {\displaystyle \alpha } é a difusidade térmica.
- {\displaystyle \eta } é a viscosidade dinâmica.
- {\displaystyle \Delta T} é a diferença das temperaturas.